# Grand Prix Brazílie 2002
XXXI Grande Premio Marlboro do Brasil
- 31. březen 2002
- Okruh Interlagos
- 71 kol x 4,309 km = 305,909 km
- 683. Grand Prix
- 55. vítězství Michaela Schumachera

- 146. vítězství pro Ferrari

## Výsledky
| Pozice | Jezdec                | Vůz             | Čas         |
| ------ | --------------------- | --------------- | ----------- |
| 1      | Michael Schumacher    | Ferrari F2002   | 1:31'43.663 |
| 2      | Ralf Schumacher       | Williams FW24   | á 0:00:588  |
| 3      | David Coulthard       | McLaren MP 4/17 | á 0:59:110  |
| 4      | Jenson Button         | Renault R202    | á 1:06:883  |
| 5      | Juan Pablo Montoya    | Williams FW24   | á 1:07:563  |
| 6      | Mika Salo             | Toyota TF02     | á 1 kolo    |
| 7      | Eddie Irvine          | Jaguar R3       | á 1 kolo    |
| 8      | Pedro de la Rosa      | Jaguar R3       | á 1 kolo    |
| 9      | Takuma Sató           | Jordan EJ12     | á 2 kola    |
| 10     | Jacques Villeneuve    | BAR 004         | á 3 kola    |
| 11     | Mark Webber           | Minardi R202    | á 3 kola    |
| 12     | Kimi Räikkönen        | McLaren MP 4/17 | á 4 kola    |
| 13     | Alex Yoong            | Minardi PS02    | á 4 kola    |
| Kolo   | Odstoupili            | -               | -           |
| 62     | Nick Heidfeld         | Sauber C 21     | Brzdy       |
| 61     | Jarno Trulli          | Renault R202    | Motor       |
| 42     | Felipe Massa          | Sauber C 21     | Havárie     |
| 41     | Allan McNish          | Toyota TF02     | Spojka      |
| 26     | Olivier Panis         | BAR 004         | Převodovka  |
| 26     | Heinz-Harald Frentzen | Arrows A23      | Zastavení   |
| 20     | Enrique Bernoldi      | Arrows A23      | Zastavení   |
| 17     | Rubens Barrichello    | Ferrari F2002   | Hydraulika  |
| 7      | Giancarlo Fisichella  | Jordan EJ12     | Motor       |

### Nejrychlejší kolo
- Juan Pablo Montoya Williams 	1'16.079 - 203.899 km/h

### Vedení v závodě
- 1-13 kolo Michael Schumacher
- 14-16 kolo Rubens Barrichello
- 17-39 kolo Michael Schumacher
- 40-44 kolo Ralf Schumacher
- 45-71 kolo Michael Schumacher

### Postavení na startu
| 1. řada  | 1                  | 2                     |
|          | Juan Pablo Montoya | Michael Schumacher    |
|          | Williams           | Ferrari               |
|          | 1'13.114           | 1'13.241              |
| 2. řada  | 3                  | 4                     |
|          | Ralf Schumacher    | David Coulthard       |
|          | Williams           | McLaren               |
|          | 1'13.328           | 1'13.565              |
| 3. řada  | 5                  | 6                     |
|          | Kimi Raikkonen     | Jarno Trulli          |
|          | McLaren            | Renault               |
|          | 1'13.595           | 1'13.611              |
| 4. řada  | 7                  | 8                     |
|          | Jenson Button      | Ruben Barrichello     |
|          | Renault            | Ferrari               |
|          | 1'13.665           | 1'13.935              |
| 5. řada  | 9                  | 10                    |
|          | Nick Heidfeld      | Mika Salo             |
|          | Sauber             | Toyota                |
|          | 1'14.233           | 1'14.443              |
| 6. řada  | 11                 | 12                    |
|          | Pedro de la Rosa   | Felipe Massa          |
|          | Jaguar             | Sauber                |
|          | 1'14.464           | 1'14.533              |
| 7. řada  | 13                 | 14                    |
|          | Eddie Irvine       | Giancarlo Fisichella  |
|          | Jaguar             | Jordan                |
|          | 1'14.537           | 1'14.748              |
| 8. řada  | 15                 | 16                    |
|          | Jacques Villeneuve | Allan McNish          |
|          | BAR                | Toyota                |
|          | 1'14.760           | 1'14.990              |
| 9. řada  | 17                 | 18                    |
|          | Olivier Panis      | Heinz-Harald Frentzen |
|          | BAR                | Arrows                |
|          | 1'14.996           | 1'15.112              |
| 10. řada | 19                 | 20                    |
|          | Takuma Sato        | Mark Webber           |
|          | Jordan             | Minardi               |
|          | 1'15.296           | 1'15.340              |
| 11. řada | 21                 | 22                    |
|          | Enrique Bernoldi   | Alex Yoong            |
|          | Arrows             | Minardi               |
|          | 1'15.355           | 1'16.728              |
| -------- | ------------------ | --------------------- |

- 107% : 1'18"231

### Zajímavosti
- V závodě byl představen nový vůz Ferrari F2002
- Motor BMW zajel po 20 Pole position
- Enrique Bernoldi, Juan Pablo Montoya a Kimi Räikkönen startovali ve 20 GP